# أرشيبالد لوغان
أرشيبالد لوغان (بالإنجليزية: Archibald Logan)‏ هو مهندس نيوزيلندي، ولد في 28 نوفمبر 1865، وتوفي في 27 مارس 1940.